# Piippola
Piippola è stato un comune finlandese di 1 304 abitanti, situato nella regione dell'Ostrobotnia Settentrionale. È stato soppresso nel 2009 ed è ora compreso nel nuovo comune di Siikalatva.